# دراکاتا
دراکاتا (به بلغاری: Drakata) یک منطقهٔ مسکونی در بلغارستان است که در استان بلاگووگراد واقع شده‌است.